# Heino Kruus
Heino Kruus (Tallin, Estonia, 30 de septiembre de 1926 - 24 de junio de 2012) fue un jugador soviético de baloncesto.
Consiguió tres medallas en competiciones internacionales con la selección de la Unión Soviética.